# Marko Bošnjak
Marko Bošnjak (* 11. ledna 2004 Mostar, Bosna a Hercegovina) je bosensko-chorvatský zpěvák, reprezentant Chorvatska na soutěži Eurovision Song Contest 2025 s písní „Poison Cake“. Proslavil se jako vítěz druhé řady srbské talentové soutěže Pinkove Zvezdice.

## Mládí
Bošnjak se narodil v bosenském Mostaru a vyrůstal ve městě Prozor. Již od pěti let zpíval v kostelním sboru, kam jej na přání matky doprovázely jeho starší sestry. V mládí také zvítězil na festivalu Djeca pjevaju Isusu (Děti zpívají Ježíši). V jedenácti letech se Bošnjak, navzdory svému otci jež byl proti, přihlásil do srbské talentové soutěže pro mladé Pinkove zvezdice (Růžové hvězdičky).
V Prozoru často čelil šikaně ze strany spolužáků, kvůli své „odlišnosti“ od ostatních dětí, což vedlo k jeho pozdějšímu přestěhování do chorvatského Záhřebu. Po příchodu do Záhřebu pracoval v různých zaměstnáních – v nočních klubech, zákaznické podpoře společnosti LELO či v restauraci KFC v záhřebské části Črnomerec – jeho veřejné přiznání o práci v KFC z dubna 2023 se stalo virálním, neboť v té době byl již známou osobností. V květnu téhož roku dal v práci výpověď, aby se mohl naplno věnovat hudbě, v rozhovoru pro server Story.hr však následně vyjádřil své překvapení nad veřejnou reakcí k tomuto kroku: „Všechen ten poprask mě také překvapil, protože nechápu, od kdy je vlastně ostudou pracovat.“

Bošnjak na soutěži Dora 2025

## Kariéra
Debutoval v roce 2015 ve věku 11 let vítězstvím v srbské talentové show Pinkove Zvezdice. V roce 2022 skončil s písní „Moli za nas“ na 2. místě v chorvatské pěvecké soutěži Dora 2022, těsně mu tak unikla možnost reprezentovat Chorvatsko v 66. ročníku mezinárodní soutěže Eurovision Song Contest. V témže roce vystoupil s písní „Pjesma za kraj“ i na hudebním festivalu ve Splitu. O rok později vydal singly „Spokojan“ a „Nema“.
V červnu 2024 Bošnjak vystoupil na průvodu hrdosti Zagreb Pride. V září téhož roku se zúčastnil benefičního koncertu na podporu Gazy v záhřebském klubu Močvara; výtěžek z akce byl věnován Agentuře OSN pro pomoc a práci (UNRWA). V listopadu 2024 vydal svůj sedmý singl „Takav dan“, který byl po textové stránce inspirován hitem „Dodirni mi kolena“ z roku 1982 od skupiny Zana. Text písně se stal předmětem kontroverzí vzhledem k verši „Tučem te ključem od stana“ („Biju tě klíčem od bytu“), jenž vedl k obviněním ze schvalování domácího násilí. V pořadu Kod nas doma na stanici HRT 1 Bošnjak moderátorce Ivě Šulentić vysvětlil, že jde právě o parafrázi na text skupiny Zana a že je „hyperbolou, intertextualitou… Taková malá hrozba, ale ne příliš vážná“.
V únoru 2024 byl nominován v kategorii „nová tvář“ pro chorvatské ocenění Zlatni studio 2024. Dne 5. prosince 2024 byl s písní „Poison Cake“ znovu ohlášen jako účastník soutěže Dora 2025, sloužící jako předvýběr pro 69. ročník Eurovize. Kvalifikační finále 2. března 2025 vyhrál, čímž získal právo reprezentovat Chorvatsko na soutěži v Basileji ve Švýcarsku. Dne 13. května vystoupil v prvním semifinálovém večeru soutěže, do finále se však nekvalifikoval a skončil na 12. místě se ziskem 28 bodů.
V únoru 2025 se zúčastnil 9. řady televizní soutěže Tvoje lice zvuči poznato, chorvatské verze pořadu Tvoje tvář má známý hlas. Po odvysílání sedmi dílů bylo však vzhledem k jeho vítězství v soutěži Dora 2025 a následné přípravě na Eurovizi oznámeno, že se Bošnjak soutěže již dále účastnit nebude. Během jeho působení v pořadu ztvárnil Mladena Grdoviće, Madonnu, Zdravka Čoliće, Miley Cyrus, Toše Proeskiho, Lady Gagu a Lepu Bernovou.

## Hudební styl a vlivy
V jedenácti letech začal Bošnjak původně vydávat coververze tradičních bosenských folkových písní, tzv. sevdalinek. V rozhovoru pro časopis Gloria z března 2025 uvedl, že jeho oblíbené hudební styly sahají „od R&B a soulu přes hip-hop až po klasickou hudbu“. Ačkoli se zdráhá jmenovat konkrétní vlivy, protože „se snaží být sám sebou a vytvářet autentický zvuk“, přiznal, že nejčastěji poslouchá Lanu Del Rey, Erykah Badu, SZA, Lolu Young a Solange. Dodal, že jeho hudba „nyní není těmito umělci inspirována, ale kdo ví, třeba bude v budoucnu.“ Ve stejném rozhovoru prohlásil, že jeho největším uměleckým snem je spolupráce s novozélandskou zpěvačkou Lorde. Bošnjak zároveň vyjádřil obdiv k Senidah, Josipě Lisac, Božu Vrećovi a Filipu Balošovi.
Bošnjak se stran módy inspiroval hudebními ikonami, jako David Bowie a Freddie Mercury, kteří mu podle jeho slov dokázali, že móda může být stejně silným vyjádřením jako samotná hudba.

## Soukromý život
Marko Bošnjak se veřejně identifikuje jako gay, coming out provedl v roce 2024. O rok později po svém vítězství v Doře čelil na internetu rozsáhlým homofobním reakcím, na něž mimo jiné odpověděl 30. března 2025 v talk show Nedjeljom u dva. Negativní reakce zaznamenal také poté, co se mu nepovedlo postoupit ze semifinále Eurovize.

## Diskografie

### Singly
- 2022: „Moli za nas“
- 2022: „Pjesma za kraj“
- 2023: „Spokojan“
- 2023: „Nema“
- 2024: „Pusti me“
- 2024: „Asfalt“ (s Ivou Lorens)
- 2024: „Takav dan“
- 2024: „Zdravo budi mladi kralju“
- 2025: „Poison Cake“

## Ocenění
| Rok  | Asociace | Kategorie  | Nominovaná píseň | Výsledek | Ref.   |
| ---- | -------- | ---------- | ---------------- | -------- | ------ |
| 2023 | Cesarica | Píseň roku | „Moli za nas“    | nominace | [ 30 ] |
| 2024 | Cesarica | Píseň roku | „Spokojan        | nominace | [ 31 ] |